# Rubiesichthys gregalis
Rubiesichthys gregalis è un pesce osseo estinto, appartenente ai gonorinchiformi. Visse nel Cretaceo inferiore (Barremiano, circa 130 - 125 milioni di anni fa) e i suoi resti fossili sono stati ritrovati in Spagna.

## Descrizione
Questo pesce possedeva un corpo piuttosto slanciato e solitamente non superava di molto i dieci centimetri di lunghezza. Era presente una pinna dorsale piccola e di forma triangolare posizionata appena dopo la metà del corpo; la pinna anale, ancor più arretrata, era altrettanto piccola. Le pinne ventrali erano a circa metà del corpo. La pinna caudale era biforcuta. Gli occhi erano grandi, mentre la bocca, piccola, era in posizione terminale e leggermente rivolta all'insù.
Le ossa nasali erano piccole ma appiattite, non ridotte a ossificazioni tubolari. Il processo articolare dell'osso mascellare era molto ricurvo, quasi ad angolo. I rami del preopercolo andavano a formare un angolo acuto, e il primo sopraneurale era ingrandito e dotato di un processo posteriore sul margine posteriore.

## Classificazione
Rubiesichthys era un rappresentante dei Chanidae, un gruppo di pesci gonorinchiformi attualmente rappresentati da una singola specie (Chanos chanos) ma che nel corso del Cretaceo e del Cenozoico erano molto più diffusi. In particolare, Rubiesichthys è considerato il genere tipo della sottofamiglia Rubiesichthyinae, comprendente anche l'assai simile Gordichthys.
Rubiesichthys gregalis venne descritto per la prima volta nel 1984, sulla base di resti fossili ritrovati in Spagna, nel giacimento di Las Hoyas, risalente al Barremiano. Altri fossili sono stati successivamente ritrovati in un altro giacimento spagnolo, El Montsec.

## Paleoecologia e paleobiologia
Rubiesichthys viveva in un ambiente lacustre ed era molto numeroso: moltissimi fossili di questo pesce sono stati ritrovati in grandi quantità, a suggerire eventi di mortalità di massa. Al contrario dell'affine Gordichthys che abitava le acque superficiali del lago, sembra che Rubiesichthys prediligesse acque bentiche, e che si nutrisse di piccole particelle di cibo.
Di Rubiesichthys si conosce la serie ontogenetica, con individui molto giovani o pienamente maturi. Si conoscono inoltre due morfotipi, probabilmente corrispondenti a maschi e femmine della stessa specie; sembra che la femmina fosse dotata di una prominenza ventrale più ampia. Questo addome più rigonfio nelle femmine è una caratteristica che si riscontra anche in numerose forme di pesci attuali di acque continentali e piccole dimensioni.